# Star Wars: Die Abenteuer der jungen Jedi
Star Wars: Die Abenteuer der jungen Jedi ist eine US-amerikanische Computeranimationsserie für den Streamingdienst Disney+. Als Teil des fiktiven Star-Wars-Universums handelt die Kinderserie von einer Gruppe Jedi-Jünglingen, die während der Ära der Hohen Republik ihre Ausbildung absolvieren. Sie wurde speziell für ein junges Publikum entwickelt.
Die Serie wurde am 4. Mai 2023 auf Disney+ veröffentlicht, wobei sechs begleitende Kurzfilme bereits kurz zuvor auf YouTube zu sehen waren.

## Handlung
Die Serie begleitet eine Gruppe junger Jedi-Schüler, die unter Meister Yoda ihre Ausbildung genießen, wo sie mit dem Studieren von Mitgefühl, Selbstdisziplin, Teamwork und Geduld lernen müssen, wahre Jedi-Ritter zu werden.

## Einordnung in das Star Wars Universum
Die Serie spielt in der Zeit der Hohen Republik, 200 Jahre vor den Ereignissen von Star Wars: Episode I – Die Dunkle Bedrohung (1999), dem ersten Teil der neun Hauptfilme der Star-Wars-Reihe. 

### Chronologie
Zeitleiste der Filme und Serien im Star-Wars-Universum
| Die dunkle Bedrohung |                                   |                   |                                    |                   |                                   |                   |                         | I             |                                |               |                          |               |                          |                          |                          |                          |                          |                          |                          |                         |                         |                         |                         |                         |                         |                         |                         |                   |                   |                   |                         |                         |                         |                         |
| Angriff der Klonkrieger |                                   |                   |                                    |                   |                                   |                   |                         |               |                                | II            |                          |               |                          |                          |                          |                          |                          |                          |                          |                         |                         |                         |                         |                         |                         |                         |                         |                   |                   |                   |                         |                         |                         |                         |
| Die Rache der Sith |                                   |                   |                                    |                   |                                   |                   |                         |               |                                |               |                          | III           |                          |                          |                          |                          |                          |                          |                          |                         |                         |                         |                         |                         |                         |                         |                         |                   |                   |                   |                         |                         |                         |                         |
| Krieg der Sterne |                                   |                   |                                    |                   |                                   |                   |                         |               |                                |               |                          |               |                          |                          |                          |                          |                          |                          |                          |                         |                         | IV                      | IV                      |                         |                         |                         |                         |                   |                   |                   |                         |                         |                         |                         |
| Das Imperium schlägt zurück |                                   |                   |                                    |                   |                                   |                   |                         |               |                                |               |                          |               |                          |                          |                          |                          |                          |                          |                          |                         |                         |                         |                         |                         | V                       |                         |                         |                   |                   |                   |                         |                         |                         |                         |
| Die Rückkehr der Jedi-Ritter |                                   |                   |                                    |                   |                                   |                   |                         |               |                                |               |                          |               |                          |                          |                          |                          |                          |                          |                          |                         |                         |                         |                         |                         |                         | VI                      |                         |                   |                   |                   |                         |                         |                         |                         |
| Das Erwachen der Macht |                                   |                   |                                    |                   |                                   |                   |                         |               |                                |               |                          |               |                          |                          |                          |                          |                          |                          |                          |                         |                         |                         |                         |                         |                         |                         |                         |                   |                   |                   |                         | VII                     |                         |                         |
| Die letzten Jedi |                                   |                   |                                    |                   |                                   |                   |                         |               |                                |               |                          |               |                          |                          |                          |                          |                          |                          |                          |                         |                         |                         |                         |                         |                         |                         |                         |                   |                   |                   |                         |                         | VIII                    |                         |
| Der Aufstieg Skywalkers |                                   |                   |                                    |                   |                                   |                   |                         |               |                                |               |                          |               |                          |                          |                          |                          |                          |                          |                          |                         |                         |                         |                         |                         |                         |                         |                         |                   |                   |                   |                         |                         |                         | IX                      |
| Rogue One |                                   |                   |                                    |                   |                                   |                   |                         |               |                                |               |                          |               |                          |                          | a)                       |                          |                          |                          |                          |                         | R1                      |                         |                         |                         |                         |                         |                         |                   |                   |                   |                         |                         |                         |                         |
| Solo |                                   |                   |                                    |                   |                                   |                   |                         |               |                                |               |                          |               |                          |                          | a)                       |                          | S                        |                          |                          |                         |                         |                         |                         |                         |                         |                         |                         |                   |                   |                   |                         |                         |                         |                         |
| Die Abenteuer der jungen Jedi | YJA                               |                   |                                    |                   |                                   |                   |                         |               |                                |               |                          |               |                          |                          |                          |                          |                          |                          |                          |                         |                         |                         |                         |                         |                         |                         |                         |                   |                   |                   |                         |                         |                         |                         |
| The Clone Wars (+ Kinofilm) |                                   |                   |                                    |                   |                                   |                   |                         |               |                                | TCW           | TCW                      | TCW           |                          |                          |                          |                          |                          |                          |                          |                         |                         |                         |                         |                         |                         |                         |                         |                   |                   |                   |                         |                         |                         |                         |
| The Bad Batch |                                   |                   |                                    |                   |                                   |                   |                         |               |                                |               |                          | TBB           | TBB                      |                          |                          |                          |                          |                          |                          |                         |                         |                         |                         |                         |                         |                         |                         |                   |                   |                   |                         |                         |                         |                         |
| Rebels |                                   |                   |                                    |                   |                                   |                   |                         |               |                                |               |                          |               |                          |                          |                          |                          |                          |                          |                          | Rebels                  | Rebels                  |                         |                         |                         |                         |                         | b)                      |                   |                   |                   |                         |                         |                         |                         |
| Resistance |                                   |                   |                                    |                   |                                   |                   |                         |               |                                |               |                          |               |                          |                          |                          |                          |                          |                          |                          |                         |                         |                         |                         |                         |                         |                         |                         |                   |                   |                   | Resistance              | Resistance              | Resistance              | Resistance              |
| The Acolyte |                                   |                   | c)                                 |                   | TA                                |                   |                         |               |                                |               |                          |               |                          |                          |                          |                          |                          |                          |                          |                         |                         |                         |                         |                         |                         |                         |                         |                   |                   |                   |                         |                         |                         |                         |
| Obi-Wan-Kenobi |                                   |                   |                                    |                   |                                   |                   |                         |               |                                |               |                          |               |                          |                          |                          |                          |                          | K                        |                          |                         |                         |                         |                         |                         |                         |                         |                         |                   |                   |                   |                         |                         |                         |                         |
| Andor |                                   |                   |                                    |                   |                                   |                   |                         |               |                                |               |                          |               |                          |                          |                          |                          |                          |                          |                          | Andor                   | Andor                   |                         |                         |                         |                         |                         |                         |                   |                   |                   |                         |                         |                         |                         |
| The Mandalorian |                                   |                   |                                    |                   |                                   |                   |                         |               |                                |               |                          |               |                          |                          |                          |                          |                          |                          |                          |                         |                         |                         |                         |                         |                         |                         |                         |                   | M                 |                   |                         |                         |                         |                         |
| Das Buch von Boba Fett |                                   |                   |                                    |                   |                                   |                   |                         |               |                                |               |                          |               |                          |                          |                          |                          |                          |                          |                          |                         |                         |                         |                         |                         |                         | c)                      | c)                      |                   | BF                |                   |                         |                         |                         |                         |
| Ahsoka |                                   |                   |                                    |                   |                                   |                   |                         |               |                                |               |                          |               |                          |                          |                          |                          |                          |                          |                          |                         |                         |                         |                         |                         |                         |                         |                         |                   | A                 |                   |                         |                         |                         |                         |
| Skeleton Crew |                                   |                   |                                    |                   |                                   |                   |                         |               |                                |               |                          |               |                          |                          |                          |                          |                          |                          |                          |                         |                         |                         |                         |                         |                         |                         |                         |                   | SC                |                   |                         |                         |                         |                         |
| Ära | Die Hohe Republik                 | Die Hohe Republik | Die Hohe Republik                  | Die Hohe Republik | Die Hohe Republik                 | Die Hohe Republik | Fall der Jedi           | Fall der Jedi | Fall der Jedi                  | Fall der Jedi | Fall der Jedi            | Fall der Jedi | Herrschaft des Imperiums | Herrschaft des Imperiums | Herrschaft des Imperiums | Herrschaft des Imperiums | Herrschaft des Imperiums | Herrschaft des Imperiums | Herrschaft des Imperiums | Zeitalter der Rebellion | Zeitalter der Rebellion | Zeitalter der Rebellion | Zeitalter der Rebellion | Zeitalter der Rebellion | Zeitalter der Rebellion | Zeitalter der Rebellion | Zeitalter der Rebellion | Die Neue Republik | Die Neue Republik | Die Neue Republik | Aufstieg der 1. Ordnung | Aufstieg der 1. Ordnung | Aufstieg der 1. Ordnung | Aufstieg der 1. Ordnung |
| \| \| Prequel-Trilogie (Episoden I–III) \| \| Original-Trilogie (Episoden IV–VI) \| \| Sequel-Trilogie (Episoden VII–IX) \| \| A-Star-Wars-Story-Filme \| \| (kanonische) Animations-Serien \| \| (kanonische) Real-Serien \| |                                   |                   |                                    |                   |                                   |                   |                         |               |                                |               |                          |               |                          |                          |                          |                          |                          |                          |                          |                         |                         |                         |                         |                         |                         |                         |                         |                   |                   |                   |                         |                         |                         |                         |
| Die Folgen der Serien Die Mächte des Schicksals und Geschichten der Jedi spielen jeweils zu unterschiedlichen Zeitpunkten, sodass eine Auflistung in der Tabelle nicht sinnvoll möglich ist. Ebenfalls nicht aufgelistet sind Miniserien, Kurzgeschichten, Comics, Bücher und andere Begleitwerke des offiziellen Star-Wars-Kanons sowie der Themenpark Star Wars: Galaxy’s Edge (zwischen VIII und IX). Zur schematischen Einordnung der Handlungen wird die fiktive Zeitrechnung des Star-Wars-Universums verwendet. Diese unterscheidet zwischen den Jahren vor der Schlacht von Yavin (VSY) und nach der Schlacht von Yavin (NSY). Die Schlacht von Yavin IV bildet das Ende von Krieg der Sterne (1977), bei dem Luke Skywalker und die Rebellenallianz den ersten Todesstern zerstören. |                                   |                   |                                    |                   |                                   |                   |                         |               |                                |               |                          |               |                          |                          |                          |                          |                          |                          |                          |                         |                         |                         |                         |                         |                         |                         |                         |                   |                   |                   |                         |                         |                         |                         |
| a) Prolog, b) Epilog, c) Rückblenden |                                   |                   |                                    |                   |                                   |                   |                         |               |                                |               |                          |               |                          |                          |                          |                          |                          |                          |                          |                         |                         |                         |                         |                         |                         |                         |                         |                   |                   |                   |                         |                         |                         |                         |
| | Prequel-Trilogie (Episoden I–III) |                   | Original-Trilogie (Episoden IV–VI) |                   | Sequel-Trilogie (Episoden VII–IX) |                   | A-Star-Wars-Story-Filme |               | (kanonische) Animations-Serien |               | (kanonische) Real-Serien |               |                          |                          |                          |                          |                          |                          |                          |                         |                         |                         |                         |                         |                         |                         |                         |                   |                   |                   |                         |                         |                         |                         |

## Synchronisation
Die deutschsprachige Synchronisation entsteht bei Iyuno Germany in Berlin nach den Dialogbüchern und unter der Dialogregie von Marie-Luise Schramm. 
Für die deutsche Vertonung wurden entsprechend vorherigen Projekten erneut Tobias Meister, Gerrit Hamann und Martina Treger für ihre jeweiligen Rollen verpflichtet.

### Hauptfiguren
| Rolle           | Originalsprecher  | Deutscher Sprecher      |
| --------------- | ----------------- | ----------------------- |
| Kai Brightstar  | Jamaal Avery Jr.  | Francisco Palma Galisch |
| Nash Durango    | Emma Berman       | Asya Tolaz              |
| Lys Solay       | Juliet Donenfeld  | Victoria Glück          |
| Nubs            | Dee Bradley Baker | –                       |
| RJ-83           | Jonathan Lipow    | –                       |
| Meister Yoda    | Piotr Michael     | Tobias Meister          |
| Zia Zanna       | Nasim Pedrad      | Alice Bauer             |
| Taborr Val Dorn | Trey Diaz Murphy  | Julius Ole Ernst        |

### Gastfiguren
| Rolle            | Originalsprecher | Deutscher Sprecher |
| ---------------- | ---------------- | ------------------ |
| Professor Huyang | David Tennant    | Gerrit Hamann      |
| Maz Kanata       | Grey Griffin     | Martina Treger     |

## Episoden
| Staffel   | Episoden | Original Veröffentlichung | Original Veröffentlichung | Original Veröffentlichung |
| --------- | -------- | ------------------------- | ------------------------- | ------------------------- |
| Staffel   | Episoden | Erste Veröffentlichung    | Letzte Veröffentlichung   | Plattform                 |
| Kurzfilme | 6        | 24.03.2023                | 24.04.2023                | YouTube                   |
| 1         | 25       | 04.05.2023                | TBA                       | Disney+, Disney Junior    |

### Kurzfilme (2023)
| Nr. | Deutscher Titel               | Originaltitel              | Erstveröffentlichung USA | Deutschsprachige Erstveröffentlichung (D) |
| --- | ----------------------------- | -------------------------- | ------------------------ | ----------------------------------------- |
| 1   | Triff die jungen Jedi         | Meet the Young Jedi        | 27. März 2023            | 27. März 2023                             |
| 2   | Lys, Freundin aller Kreaturen | Lys' Creature Caper        | 27. März 2023            | 27. März 2023                             |
| 3   | Kai, der Droiden-Retter       | Kai's Daring Droid Rescue  | 27. März 2023            | 27. März 2023                             |
| 4   | Nubs auf Blumensuche          | Nubs and the Flower Fiasco | 3. Apr. 2023             | 3. Apr. 2023                              |
| 5   | Nash, Pilotin des Firehawk    | Nash's Firehawk Frenzy     | 17. Apr. 2023            | 17. Apr. 2023                             |
| 6   | Taborr, der Pirat             | Taborr's Pirate Showdown   | 24. Apr. 2023            | 24. Apr. 2023                             |

### Staffel 1 (2023)
| Nr. | Deutscher Titel                 | Originaltitel                     | Erstveröffentlichung | Regie                    | Drehbuch                       |
| --- | ------------------------------- | --------------------------------- | -------------------- | ------------------------ | ------------------------------ |
| 1   | Die jungen Jedi                 | The Young Jedi                    | 4. Mai 2023          | Anthony Bell             | Michael Olson                  |
| 1   | Auf Mission für Meister Yoda    | Yoda's Mission                    | 4. Mai 2023          | Casey Lowe               | Michael Olson und Lamont Magee |
| 2   | Das große Rennen                | Nash's Race Day                   | 4. Mai 2023          | Anthony Bell             | Julius Harper                  |
| 2   | Das verschollene Jedi-Schiff    | The Lost Jedi Ship                | 4. Mai 2023          | Shellie Kvilvang-O'Brien | Katie Kaniewski                |
| 3   | Gute Besserung, Nubs!           | Get Well Nubs                     | 4. Mai 2023          | Casey Lowe               | Brian Hall                     |
| 3   | Der Schrott-Gigant              | The Junk Giant                    | 4. Mai 2023          | Anthony Bell             | Mia Resella                    |
| 4   | Rettung im Schnee               | Lys and the Snowy Mountain Rescue | 4. Mai 2023          | Shellie Kvilvang-O'Brien | Katie Kaniewski                |
| 4   | Angriff der Trainingsdroiden    | Attack of the Training Droids     | 4. Mai 2023          | Casey Lowe               | Brian Hall                     |
| 5   | Der Geleefrucht-Raub            | The Jellyfruit Pursuit            | 4. Mai 2023          | Shellie Kvilvang-O'Brien | Julius Harper                  |
| 5   | Kreaturen-Freunde               | Creature Safari                   | 4. Mai 2023          | Casey Lowe               | Mia Resella                    |
| 6   | Flugunterricht                  | Squadron                          | 4. Mai 2023          | Anthony Bell             | Katie Kaniewski                |
| 6   | Wald-Verteidiger                | Forest Defenders                  | 4. Mai 2023          | Shellie Kvilvang-O'Brien | Brian Hall                     |
| 7   | Jedi und Diebe                  | The Jedi and the Thief            | 4. Mai 2023          | Anthony Bell             | Julius Harper                  |
| 7   | Das vermisste Kibbin            | The Missing Kibbin                | 4. Mai 2023          | Shellie Kvilvang-O'Brien | Mia Resella                    |
| 8   | Lys und der Gargantua           | The Girl and Her Gargantua        | 2. Aug. 2023         | Shellie Kvilvang-O'Brien | Julius Harper                  |
| 8   | Das große Konzert               | The Show Must Go On               | 2. Aug. 2023         | Casey Lowe               | Mia Resella                    |
| 9   | Die Prinzessin und die Jedi     | The Princess and the Jedi         | 2. Aug. 2023         | Casey Lowe               | Brian Hall                     |
| 9   | Kais schlechter Tag             | Kai's Bad Day                     | 2. Aug. 2023         | Anthony Bell             | Christian Streaty              |
| 10  | Der Besuchertag                 | Visitor's Day                     | 2. Aug. 2023         | Shellie Kvilvang-O'Brien | Katie Kaniewski                |
| 10  | Die grüne Bedrohung             | The Growing Green Danger          | 2. Aug. 2023         | Casey Lowe               | Julius Harper                  |
| 11  | Die Ganguls                     | The Ganguls                       | 2. Aug. 2023         | Anthony Bell             | Brian Hall                     |
| 11  | Die Eier-Überraschung           | Bad Eggs                          | 2. Aug. 2023         | Shellie Kvilvang-O'Brien | Charley Feldman                |
| 12  | Zugfahrt in die Zuversicht      | Off the Rails                     | 2. Aug. 2023         | Casey Lowe               | Katie Kaniewski                |
| 12  | Die Diebe von Tharnaka          | The Thieves of Tharnaka           | 2. Aug. 2023         | Anthony Bell             | Julius Harper                  |
| 13  | Aus dem Gleichgewicht           | Tree Troubles                     | 2. Aug. 2023         | Shellie Kvilvang-O'Brien | Brian Hall                     |
| 13  | Bruder gesucht                  | Big Brother's Bounty              | 2. Aug. 2023         | Casey Lowe               | Julius Harper                  |
| 14  | Die Suche nach dem Aschehund    | Charhound Chase                   | 8. Nov. 2023         | Anthony Bell             | Cavan Scott                    |
| 14  | Lys und die neue Kreatur        | Creature Comforts                 | 8. Nov. 2023         | Shellie Kvilvang-O'Brien | Christian Streaty              |
| 15  | Ein Abenteuer mit Meister Yoda  | An Adventure with Yoda            | 8. Nov. 2023         | Anthony Bell             | Brian Hall                     |
| 15  | Piraten gegen Ganguls           | The Talon Takeover                | 8. Nov. 2023         | Shellie Kvilvang-O'Brien | Maralisa Ortiz                 |
| 16  | Die Legende der Opal-Höhlen     | Mystery of the Opal Cave          | 8. Nov. 2023         | Casey Lowe               | Christian Streaty              |
| 16  | Wettstreit der Jünglinge        | Clash                             | 8. Nov. 2023         | Anthony Bell             | Katie Kaniewsky                |
| 17  | Das Schiff im Matsch            | Stuck in the Muck                 | 8. Nov. 2023         | Casey Lowe               | Katie Kaniewsky                |
| 17  | Eine Nacht auf dem Schrottplatz | Junkyard Sleepover                | 8. Nov. 2023         | Anthony Bell             | Brian Hall                     |
| 18  | Windreiten                      | The Great Leaf Glide              | 8. Nov. 2023         | Shellie Kvilvang-O'Brien | Julius Harper                  |
| 18  | Festtags-Traditionen            | The Harvest Feast                 | 8. Nov. 2023         | Casey Lowe               | Rick Williams                  |
| 19  | Der Lebenstag                   | Life Day                          | 8. Nov. 2023         | Anthony Bell             | Katie Kaniewsky                |
| 19  | Roxlo schlägt zurück            | Raxlo Strikes Back                | 8. Nov. 2023         | Shellie Kvilvang-O'Brien | Brian Hall                     |

### Kurzfilme (2024)
| Nr. | Deutscher Titel                   | Originaltitel          | Erstveröffentlichung USA | Deutschsprachige Erstveröffentlichung (D) |
| --- | --------------------------------- | ---------------------- | ------------------------ | ----------------------------------------- |
| 1   | Das neue Schiff der Ganguls       | Firehawk Rescue        | 2. Aug. 2024             | 2. Aug. 2024                              |
| 2   | Flugtraining mit Wes              | Skyring Soaring        | 2. Aug. 2024             | 2. Aug. 2024                              |
| 3   | Droiden auf Mission               | A Droid’s Mission      | 2. Aug. 2024             | 2. Aug. 2024                              |
| 4   | Jünglinge in der Wildnis          | Younglings in the Wild | 2. Aug. 2024             | 2. Aug. 2024                              |
| 5   | Streit auf dem Schrottplatz       | Junkyard Joust         | 2. Aug. 2024             | 2. Aug. 2024                              |
| 6   | Nubs gegen den Trainings-Parcours | Nubs-tacle Course      | 2. Aug. 2024             | 2. Aug. 2024                              |

### Staffel 2
| Nr. | Deutscher Titel                    | Originaltitel              | Erstveröffentlichung | Regie                   | Drehbuch                       |
| --- | ---------------------------------- | -------------------------- | -------------------- | ----------------------- | ------------------------------ |
| 1   | Meisterin Zias neuer Padawan       | Heroes And Hot-Shots       | 14. Aug. 2024        | Anthony Bell            | Katie Kaniewski                |
| 1   | Jedi oder Pirat?                   | A Jedi Or A Pirate         | 14. Aug. 2024        | Shelie Kvilvang-O'Brien | Julius Harper                  |
| 2   | Die Viehdiebe                      | The Rustler Roundup        | 14. Aug. 2024        | Anthony Bell            | Greg Iwinski                   |
| 2   | Unterwegs für den Kreaturen-Führer | A New Discovery            | 14. Aug. 2024        | Casey Lowe              | Brian Hall                     |
| 3   | Eindruck um jeden Preis            | A Pirate’s Pet             | 14. Aug. 2024        | Shelie Kvilvang-O'Brien | Christian Streaty              |
| 3   | Die königliche Mechanikerin        | The Secret Ship            | 14. Aug. 2024        | Casey Lowe              | Greg Iwinski                   |
| 4   | Nubs auf großer Reise              | Nubs’ Big Mistake          | 14. Aug. 2024        | Shelie Kvilvang-O'Brien | James Eason-Garcia, Brian Hall |
| 4   | Freunde in der Not                 | The Jedi Rescue            | 14. Aug. 2024        | Anthony Bell            | Julius Harper                  |
| 5   | Alte Piratengeschichten            | Terror Of Tenoo            | 14. Aug. 2024        | Casey Lowe              | James Eason-Garcia             |
| 5   | Der Prinz der Masken               | The Prince Of Masks        | 14. Aug. 2024        | Anthony Bell            | Katie Kaniewski                |
| 6   | Haps heldenhafte Hilfe             | Battle for the Band        | 14. Aug. 2024        | Shelie Kvilvang-O'Brien | Brian Hall                     |
| 6   | Falsche Sicherheit                 | Uprooted                   | 14. Aug. 2024        | Casey Lowe              | Christian Streaty              |
| 7   | Edle Entscheidungen                | Mine and Ours              | 14. Aug. 2024        | Anthony Bell            | Katie Kaniewski                |
| 7   | Der Rundkurs der Vorfahren         | The Andraven Circuit       | 14. Aug. 2024        | Shelie Kvilvang-O'Brien | Christian Streaty              |
| 8   | Die große Blattkürbis-Suche        | The Great Gomgourd Quest   | 2. Aug. 2023         | Casey Lowe              | Cavan Scott                    |
| 8   | Ein Spinnen-Problem                | A Sticky Situation         | 2. Aug. 2023         | Anthony Bell            | Greg Iwinski                   |
| 9   | Familienbande                      | The Missing Life Day Feast | 14. Aug. 2024        | Shelie Kvilvang-O'Brien | Brian Hall                     |
| 9   | Der verschollene Schatz von Tenoo  | The Lost Treasure of Tanoo | 14. Aug. 2024        | Casey Lowe              | Katie Kaniewski                |
| 10  | Der wilde Akklyr                   | The Wild Aklyrr            | 14. Aug. 2024        | Anthony Bell            | Christian Streaty              |
| 10  | Lys’ verlorenes Lichtschwert       | Lys' Lost Lightsaber       | 14. Aug. 2024        | Shelie Kvilvang-O'Brien | Julius Harper                  |
| 11  | Flucht vom Yarrum-Turm             | Tower Run                  | 14. Aug. 2024        | Casey Lowe              | Katie Kaniewski                |
| 11  | Das entflogene Jetpack             | The Jumping Jetpack        | 14. Aug. 2024        | Anthony Bell            | Greg Iwinski                   |

## Produktion

### Entwicklung
Star Wars: Die Abenteuer der jungen Jedi, die erste Star-Wars-Serie, die sich spezifisch an ein junges Publikum und dessen Familien richtet, wurde im Mai 2022 auf der Star Wars Celebration erstmals angekündigt. James Waugh, ausführender Produzent der Serie, beteuerte, dass sich das Kreativteam hinter der Serie bewusst sei, dass die Serie für einige Kinder die erste Begegnung mit Star Wars sein könnte. Man wolle jedoch auch den Erwartungen derjenigen treu bleiben, die bereits mit dem Franchise vertraut sind.

### Casting
Auf der D23 Expo, einem jährlichen Disney-Event für Fans, im September 2022 wurden Jamaal Avery Jr. und Emma Berman für die Hauptrollen Kai Brightstar bzw. Nash Durango in der Serie bekannt gegeben. Im Februar 2023 wurde bekannt gegeben, dass Juliet Donenfeld als Lys Solay, Dee Bradley Baker, der bereits in mehreren Star-Wars-Serien als Synchronstimme der verschiedenen Klonkrieger, sowie diversen Nebenrollen mitgewirkt hatte, als Nubs, Jonathan Lipow als RJ-83 und Piotr Michael als Yoda besetzt wurden.

### Musik
Matthew Margeson komponierte die Musik für die Serie.

## Veröffentlichung
Die Serie wurde am 4. Mai 2023, dem inoffiziellen Star-Wars-Tag, auf Disney+ und dem Fernsehsender Disney Junior veröffentlicht. Die ersten beiden Episoden wurden erstmals auf der Star Wars Celebration Europe am 8. April 2023 gezeigt. Drei animierte Kurzfilme, in denen die Charaktere der Serie vorgestellt werden, feierten am 27. März 2023 auf dem Disney-Junior-YouTube-Kanal Premiere, drei weitere wurden bis zum 24. April veröffentlicht, bevor alle sechs am 26. April auf Disney+ veröffentlicht wurden.
Sechs weitere Episoden wurden am 2. August 2023 auf Disney+ und Disney Junior veröffentlicht. Weitere Episoden wurden am 8. November 2023 veröffentlicht, und auch für das Jahr 2024 wurde eine Veröffentlichung bestätigt. Die erste Staffel besteht aus 25 Episoden. 

### Auszeichnungen
| Award                             | Jahr | Kategorie                                                                   | Empfänger | Ergebnis  | Belege |
| --------------------------------- | ---- | --------------------------------------------------------------------------- | --- | --------- | ------ |
| TCA Awards                        | 2023 | Outstanding Achievement in Children’s Programming                           | Star Wars: Die Abenteuer der jungen Jedi | Nominiert | [ 17 ] |
| Children’s and Family Emmy Awards | 2023 | Outstanding Preschool Animated Series                                       | Star Wars: Die Abenteuer der jungen Jedi | Nominiert | [ 18 ] |
| Children’s and Family Emmy Awards | 2023 | Outstanding Music Direction and Composition for an Animated Program         | Matthew Margeson | Nominiert | [ 18 ] |
| Children’s and Family Emmy Awards | 2023 | Outstanding Main Title and Graphics                                         | Star Wars: Die Abenteuer der jungen Jedi | Nominiert | [ 18 ] |
| Children’s and Family Emmy Awards | 2023 | Outstanding Editing for a Preschool Animated Program                        | Danielle Alura, Zachary Bulman, Pamela Cabrera, Petrus Gammelgard, Luis Legge, Brian Dawley és Martin Wichmann Andersen                                                                 | Gewonnen  | [ 18 ] |
| Children’s and Family Emmy Awards | 2023 | Outstanding Sound Mixing and Sound Editing for a Preschool Animated Program | Robbi Smith, Kevin Bolen, David Bonilla, Fil Brown, David W. Collins, Melissa Ellis, Ethan Grafton, Mark Stephan Kondracki, J. Lampinen, Heather Olsen, Gordon Suffield és Matthew Wood | Gewonnen  | [ 18 ] |